# Zong (Paiement mobile)
Pour les articles homonymes, voir Zong (homonymie).
 (septembre 2009).
Si vous disposez d'ouvrages ou d'articles de référence ou si vous connaissez des sites web de qualité traitant du thème abordé ici, merci de compléter l'article en donnant les références utiles à sa vérifiabilité et en les liant à la section « Notes et références ».

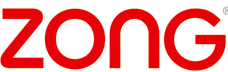
Zong

Zong est une entreprise, filiale de PayPal, qui commercialise la plate-forme de paiement mobile international homonyme. Celle-ci permet aux webmasters de rendre payantes certaines parties ou fonctionnalités présentes sur leur site internet. 
Zong était la division mondiale de paiement mobile de l'entreprise Echovox. Elle fut rachetée en 2011 par eBay et resta rattachée à PayPal en 2015 lors de la séparation des deux entreprises.
Elle est connectée avec 67 opérateurs mobiles dans 13 pays.[réf. nécessaire]
Zong cible les réseaux sociaux et les jeux en ligne, afin que ceux-ci mettent à disposition des jeunes qui n'ont pas de carte de crédit, la possibilité de réaliser des petits achats en ligne. Il suffit de payer avec son terminal mobile puis le montant est débité par l'opérateur mobile.
La proximité de Zong avec les opérateurs mobiles leur permet de débiter les clients à l'aide des numéros courts (envoi de SMS à des numéros à 6 chiffres par exemple). Zong parle d'un taux de conversion plus élevé que les paiements par carte de paiement, mais le coût de transaction est particulièrement plus élevé.
Le 12 mars 2009, Zong déclare sa décision d'interrompre le support de leur application de vote par numéro courts.
Zong se concentre désormais sur son système de paiement mobile sur http://developer.zong.com/. Zong publie une API qui permet de vendre et publier du contenu aux clients mobile du monde entier.